# Spatiologie
Cet article court présente un sujet plus développé dans : Ingénierie et technologie spatiale.
La spatiologie, dans le domaine de l'astronautique, est l'ensemble des sciences et techniques spatiales.
Le terme correspondant en anglais est space science and technology.

## Référence
Droit français : arrêté du 20 février 1995 relatif à la terminologie des sciences et techniques spatiales.